# Dein Herz ist meine Heimat
Dein Herz ist meine Heimat (Alternativtitel: Magdalena Percht) ist ein deutscher Spielfilm in Schwarzweiß aus dem Jahr 1953 von Richard Häussler. Das Drehbuch verfasste Thea von Harbou. Es basiert auf dem Roman Tauerngold der österreichischen Schriftstellerin Irmgard Wurmbrand. Die Hauptrollen sind mit Inge Egger, Viktor Staal, Erwin Strahl und Heinrich Gretler besetzt. Die Erstaufführung fand am 16. Oktober 1953 im Elmo Kino in Salzburg statt, die bundesdeutsche Kinopremiere am 13. November 1953.

## Handlung
Nachdem sie ihre Ausbildung zur Lehrerin abgeschlossen hat, kehrt Magdalena Percht, die Tochter des Bürgermeisters, in ihre ländliche Heimatgemeinde zurück. Als sie dort ihren Jugendfreund Andreas Möbius trifft, erwachen ihre Gefühle für den jungen Mann erneut. Es spricht sich bald herum, dass sich Andreas zu einem Taugenichts und Raufbold entwickelt habe, was bei Lena einen Konflikt heraufbeschwört. Andreas aber gelingt es, ihre Abwehrhaltung mit Gewalt zu brechen. Als die junge Frau dann schwanger geworden ist, wenden sich viele Dorfbewohner von ihr ab. Selbst ihre Mutter, eine bigotte, verhärmte Frau, will nichts mehr von ihr wissen.
In ihrer Verzweiflung will sich Lena in den Wildbach stürzen; jedoch kann ihr Vater sie davon abhalten. Der will jetzt Andreas zwingen, seine Tochter zu heiraten, um das Makel einer nichtehelichen Geburt von ihr abzuwenden. In der den Möbius-Brüdern gehörenden Sägemühle trifft Bürgermeister Percht jedoch nur auf Christian, den Bruder von Andreas. Der verspricht dem alten Percht, er werde sich darum kümmern, dass das Kind seiner Tochter ehelich zur Welt komme. Andreas aber entzieht sich seiner Verantwortung; er verlässt seinen Heimatort, ohne eine neue Adresse zu hinterlassen. Christian springt für ihn ein und heiratet das Mädchen. Was am Anfang wie eine Scheinehe aussieht, wandelt sich im Lauf der Zeit zu echter Liebe.
Nachdem Andreas in der Fremde erfahren hat, was mit Magdalena geschehen ist, will er sie zurückerobern. Als er spät abends bei ihr auftaucht, weist sie ihn zurück. Wieder versucht es der Heißsporn mit Gewalt. Verzweifelt reißt sich Lena von ihm los und rennt zum Wildbach, gefolgt von Andreas. Der will sie zurückreißen, aber es ist zu spät. Beide stürzen in das wilde Wasser. Mit Hilfe seines treuen Hundes gelingt es Christian, die zwei zu retten. Jetzt kommt auch Andreas zu der Einsicht, dass er bei Lena keine Chance mehr hat.

## Produktion
Der Film wurde hergestellt in Gemeinschaftsarbeit Primus-Film, München, (und) Beta-Film, Wien (Titelsequenz).

Der in Österreich gefertigte Streifen wurde an 35 Tagen im Land Salzburg sowie in Oberösterreich gedreht (Drehschluss: 26. August 1953). Szenische Hauptorte lagen im Lammertal (Lammeröfen) sowie um Kaprun (Stausee Mooserboden). Für Innenaufnahmen wurde das Atelier der Österreichischen Filmgesellschaft (ÖFA) in Salzburg Parsch genutzt.
Eine bemerkenswert lange Reisesequenz zu Beginn der Handlung hat eine (mit  SKGLB markierte) Zuggarnitur der Salzkammergut-Lokalbahn als Motiv (darunter: Dampflokomotive Nr. 31, Personenwaggon BC 365 (alt 36); Bahnhof St. Lorenz; Nordwest- sowie Südost-Portal des Plombergtunnels).

## Kritik
Das Lexikon des Internationalen Films zieht folgendes Fazit: Talmigefühle und -probleme in einem kunstlosen Heimat- und Familiendrama.

## Quelle
- Programm zum Film: Das Neue Filmprogramm, erschienen im gleichnamigen Verlag H. Klemmer & Co., Neustadt an der Weinstraße, ohne Nummernangabe.